# Мелетий II Воденски
Мелетий (на гръцки: Μελέτιος, Мелетиос) е гръцки духовник, митрополит на Вселенската патриаршия.

## Биография
Роден е на остров Санторини (Тира). През ноември 1806 година е избран и по-късно ръкоположен за клавдиуполски епископ и е назначен за викарий на Константинополската архиепископия и наместник на енорията „Света Богородица Судаска“ в Егри Капу. В юни 1816 година става митрополит на Корчанската епархия. Остава в Корча до юли 1827 година, когато е преместен на катедрата във Воден.
Умира през януари 1832 година.